# 뷰티릴콜린
뷰티릴콜린(영어: butyrylcholine)은 신경전달물질로 기능할 수 있는 콜린 기반의 에스터이다. 뷰티릴콜린은 아세틸콜린과 유사하며 아세틸콜린과 동일한 수용체 중 일부가 활성화된다. 뷰티릴콜린은 합성 화합물이며 체내에서 자연적으로 생성되지 않는다. 뷰티릴콜린은 콜린에스터레이스를 구별하기 위한 임상병리실 도구로 사용된다. 아세틸콜린에스터레이스와 뷰티릴콜린에스터레이스는 각각 아세틸콜린과 뷰티릴콜린을 우선적으로 분해한다. 뷰티릴콜린에스터레이스는 슈도콜린에스터레이스라고도 불린다.

## 같이 보기
- 콜린 (화합물)
- 아세틸콜린
- 뷰티릴콜린에스터레이스